# Leucogyrophana olivascens
Leucogyrophana olivascens är en svampart som först beskrevs av Berk. & M.A. Curtis, och fick sitt nu gällande namn av Ginns & Weresub 1976. Leucogyrophana olivascens ingår i släktet Leucogyrophana och familjen Hygrophoropsidaceae.   Inga underarter finns listade i Catalogue of Life.